# 2004 en musique
| \| • Retour à la chronologie générale de la musique populaire • \| |
| XXIe siècle • XXe siècle • XIXe siècle • XVIIIe siècle XVIIe siècle • XVIe siècle • XVe siècle • XIVe siècle XIIIe siècle • XIIe siècle • XIe siècle • Xe siècle IXe siècle • VIIIe siècle • Haut Moyen Âge • Rome • Grèce |
| • Retour à la chronologie générale de la musique populaire • |

| • Retour à la chronologie générale de la musique populaire • |

| Années de la musique populaire : 2001 - 2002 - 2003 - 2004 - 2005 - 2006 - 2007    |
| Décennies de la musique populaire : 1970 - 1980 - 1990 - 2000 - 2010 - 2020 - 2030 |

Cet article présente les faits marquants de l'année 2004 en musique.

## Faits marquants

### En France
- Environ 23 millions de singles et 102 millions d'albums sont vendus en France en 2004[1].
- Premiers succès d’Emmanuel Moire (Être à la hauteur), M. Pokora (Showbiz (The battle)) et Amel Bent (Ma philosophie).
- Décès de Claude Nougaro, Sacha Distel et Serge Reggiani.

### Dans le monde
- Premiers succès de Gwen Stefani (What you waiting for?) et Pitbull (Culo).
- Scandale du Nipplegate de Janet Jackson avec Justin Timberlake.
- Tournées internationales de Madonna (dont 4 soirs à Bercy) et Paul McCartney (dont un soir au Stade de France).
- Décès de Ray Charles et Laura Branigan.

## Disques sortis en 2004
- Albums sortis en 2004
- Singles sortis en 2004

## Succès de l'année en France (singles)

### Chansons classées Numéro 1
Cette liste présente, par ordre chronologique, tous les titres s'étant classés à la première place du Top 50 durant l'année 2004.
- Star Academy 3 : L'Orange
- Tragédie : Sexy pour moi
- Kareen Antonn et Bonnie Tyler : Si demain... (Turn around)
- The Black Eyed Peas : Shut up
- J-Five : Modern Times
- Usher : Yeah!
- O-Zone : Dragostea din tei
- K. Maro : Femme like U
- Aventura : Obsesión
- Star Academy 4 : Laissez-moi danser
- Tragédie : Gentleman
- Starsailor : Four to the floor
- Garou & Michel Sardou : La Rivière de notre enfance
- Star Academy 4 : Adieu monsieur le professeur

### Chansons francophones
Cette liste présente, par ordre alphabétique, tous les titres francophones s'étant classés parmi les dix premières places du Top 50 durant l'année 2004.
- 113 et Magic System : Un gaou à Oran
- Amade : Chanter qu'on les aime
- Calogero et Passi : Face à la mer
- Calogero : Si seulement je pouvais lui manquer
- Chimène Badi : Le jour d'après
- Corneille : Parce qu'on vient de loin
- Élodie Frégé et Michal : Viens jusqu'à moi
- Emma Daumas : Tu seras
- Emmanuel Moire : Être à la hauteur
- Garou et Michel Sardou : La Rivière de notre enfance
- Hélène Ségara et Laura Pausini : On n'oublie jamais rien, on vit avec
- Isabelle Boulay et Johnny Hallyday : Tout au bout de nos peines
- Jenifer : Ma révolution
- Jenifer : Le Souvenir de ce jour
- Jessica Marquez : Maria Magdalena
- K. Maro : Femme Like U
- K. Maro : Crazy
- Kareen Antonn et Bonnie Tyler : Si demain... (Turn Around)
- Le 6-9 : Le poulailler
- Le 6-9 : Laissez-moi zapper
- Les Conards : Comme des conards
- Leslie et Amine : Sobri (Notre destin)
- Leslie : Et j'attends
- Lorie : Week-end
- Lorie : La Positive Attitude
- Lynnsha : Hommes… femmes
- M. Pokora : Showbiz (The Battle)
- Massimo Gargia : Ma cé ki ? Massimo
- Nâdiya : Parle-moi
- Nâdiya : Et c'est parti…
- Nâdiya : Si loin de vous
- Pascal Obispo et Natasha St-Pier : Mourir demain
- Passi : Reviens dans ma vie
- Priscilla Betti : Toujours pas d'amour
- Roch Voisine : Tant pis
- Slaï : Flamme
- Star Academy 3 : L'Orange
- Star Academy 4 : Laissez-moi danser
- Star Academy 4 : En chantant
- Star Academy 4 : Adieu monsieur le professeur
- Steeve Estatof : Garde-moi
- Tragédie : Sexy pour moi
- Tragédie : Éternellement
- Tragédie : Je reste ghetto
- Tragédie : Gentleman
- Willy Denzey : L'orphelin

### Chansons non francophones
Cette liste présente, par ordre alphabétique, tous les titres non francophones s'étant classés parmi les 10 premières places du Top 50 durant l'année 2004.
- African Connection : Ami-oh
- Anastacia : Left Outside Alone
- Aventura : Obsesión
- Britney Spears : Toxic
- Britney Spears : Everytime
- Danzel : Pump It Up!
- Destiny's Child : Lose My Breath
- DJ Sammy & Yanou : Heaven
- Eamon : Fuck It (I Don't Want You Back) (en)
- Eminem : Just Lose It
- Eric Prydz : Call on Me
- Haiducii : Dragostea din tei
- Hilary Duff : So Yesterday (en)
- J-Five & Charlie Chaplin : Modern Times
- Jamelia : Superstar
- Jean-Roch : Can You Feel It
- Kevin Lyttle : Turn Me On
- Mario Winans, Enya & P. Diddy : I Don't Wanna Know (en)
- Maroon 5 : This Love
- O-Zone : Dragostea din tei
- O-Zone : Despre tine
- OutKast : Hey ya!
- Paolo Meneguzzi & Ophélie Cassy : In nom dell’amore
- Papi Sánchez : Enamórame
- Royal Gigolos : California Dreamin'
- Speedy & Lumidee : Sientelo
- Starsailor : Four to the floor
- The Black Eyed Peas : Shut Up
- The Black Eyed Peas : Let’s get it started
- The Rasmus : In the Shadows
- T-Rio : (Choopeta) Mamãe eu quero
- Usher : Yeah!

## Succès de l'année en France (albums)
Cette liste présente, par ordre alphabétique, les albums sortis en 2004 ayant obtenu une certification Platine ou Diamant en France.

### Disques de diamant (plus d'un million de ventes)
- Bruno Coulais : Les Choristes
- Calogero : 3
- Chimène Badi : Dis-moi que tu m'aimes
- Michel Sardou : Du plaisir

### Doubles disques de platine (plus de 600 000 ventes)
- Florent Pagny : Baryton
- Francis Cabrel : Les beaux dégâts
- Gérald de Palmas : Un homme sans racines
- Norah Jones : Feels like home

### Disques de platine (plus de 300 000 ventes)
- Arielle Dombasle : Amor amor
- David Guetta : Guetta Blaster
- Era : The Very Best of Era
- France Gall : Évidemment
- Green Day : American Idiot
- Jenifer : Le passage
- Keane : Hopes and Fears
- Lorie : Attitudes
- Nâdiya : 16/9
- Pascal Obispo : Studio Fan - Live Fan
- Robbie Williams : Greatest Hits
- Seal : Best 1991-2004
- Sinsemilia : Debout, les yeux ouverts
- Tragédie : A fleur 2 peau
- Tryo : De bouches à oreilles…
- U2 : How to Dismantle an Atomic Bomb

## Succès internationaux de l’année
Cette liste présente, par ordre alphabétique, les trente titres et albums ayant eu le plus de succès dans les charts internationaux en 2004,.

### Singles
- Anastacia : Left Outside Alone
- Avril Lavigne : My Happy Ending
- Avril Lavigne : Don't Tell Me
- Band Aid 20 : Do they know it's Christmas?
- Britney Spears : Toxic
- Britney Spears : Everytime
- Ciara & Petey Pablo : Goodies
- D12 : My Band
- Destiny's Child : Lose My Breath
- Eamon : F**k it (I don't want you back)
- Eminem : Just Lose It
- Eric Prydz : Call on Me
- Evanescence : My Immortal
- Green Day : American Idiot
- Gwen Stefani : What You Waiting For?
- Hoobastank : The Reason
- Jamelia : Superstar
- Kelis : Milkshake
- Kevin Lyttle : Turn Me On
- Mario Winans, Enya & P. Diddy : I don't wanna know
- Maroon 5 : This Love
- Maroon 5 : She Will Be Loved
- Natasha Bedingfield : These words
- Nelly : My place
- O-Zone : Dragostea din tei
- Snoop Dogg & Pharrell Williams : Drop It Like It's Hot
- U2 : Vertigo
- Usher & Alicia Keys : My Boo
- Usher : Burn
- Usher : Yeah!

### Albums
- Anastacia : Anastacia
- Ashlee Simpson : Autobiography
- Avril Lavigne : Under My Skin
- Britney Spears : My prerogative
- D12 : D12 World
- Destiny's Child : Destiny Fulfilled
- Diana Krall : The Girl in the Other Room
- Eminem : Encore
- Franz Ferdinand : Franz Ferdinand
- George Michael : Patience
- Green Day : American idiot
- Guns n' Roses : Greatest Hits
- Gwen Stefani : Love. Angel. Music. Baby.
- Jay-Z & Linkin Park : Collision course
- Josh Groban : Closer
- Kanye West : The College Dropout
- Keane : Hopes and Fears
- Maroon 5 : Songs About Jane
- Nelly : Suit
- Norah Jones : Feels like Home
- Ray Charles : Genius Loves Company
- R.E.M. : Around the Sun
- Robbie Williams : Greatest Hits
- Rod Stewart : Stardust - The great american songbook, volume 3
- Shania Twain : Greatest hits
- The Beastie Boys : To the 5 Boroughs
- The Killers : Hot fuss
- U2 : How to Dismantle an Atomic Bomb
- Usher : Confessions
- Velvet Revolver : Contraband

## Récompenses
- États-Unis : 47e édition des Grammy Awards
- États-Unis : American Music Awards 2004 (en)
- États-Unis : 2004 MTV Video Music Awards (en)
- États-Unis : 2004 Billboard Music Awards (en)
- Europe : 2004 MTV Europe Music Awards (en)
- Europe : Concours Eurovision de la chanson 2004
- France : 20e cérémonie des Victoires de la musique
- France : 6e edition des NRJ Music Awards
- Québec : 26e gala des prix Félix
- Royaume-Uni : Brit Awards 2004

## Formations et séparations de groupes
- Groupe de musique formé en 2004
- Groupe de musique séparé en 2004

## Naissances
- 5 janvier : 2hollis, rappeur et producteur américain
- 7 janvier : Sofia Wylie, actrice, chanteuse, danseuse et mannequin américaine.
- 19 janvier : Layla Ise, chanteuse et idole japonaise du Hello! Project
- 27 janvier : Lou Jean, chanteur et comédienne française
- 19 février : Kerchak, rappeur français
- 22 février : MC Soffia, rappeuse brésilienne.
- 16 mars : Rio Kitagawa, chanteuse et idole japonaise
- 27 mars : Amira Willighagen, chanteuse néerlandaise
- 23 avril : Wejdene, chanteuse française
- 4 juin : Mackenzie Ziegler, danseuse, chanteuse, actrice et mannequin américaine
- 23 juin : Mana Ashida, actrice et chanteuse japonaise
- 25 juin : Kain Rivers, chanteur ukrainien
- 6 juillet : Courtney Hadwin, chanteuse de rock britannique
- 10 août : Bela Fernandes, actrice et chanteuse brésilienne.
- 31 août : Jang Won-young, chanteuse et présentatrice sud-coréenne.
- 23 septembre : Anthony Gonzalez, acteur et chanteur américain.
- 21 octobre : Favé, rappeur et chanteur français
- 5 décembre : Jules LeBlanc, chanteuse, vidéaste, actrice et ancienne gymnaste américaine.
- 10 décembre : Khaid, chanteur et rappeur nigérian
- 13 décembre : Matt Ox, rappeur et chanteur américain

## Décès
- 3 janvier : André Persiani, pianiste de jazz
- 21 janvier : Daniel Zanello, pianiste et contrebassiste de jazz
- 22 janvier :
  - Milt Bernhart, tromboniste de jazz
  - Billy May, compositeur américain
- 3 février : Cornelius Bumpus, saxophoniste, membre de The Doobie Brothers
- 20 février : Minouche Barelli, chanteuse française
- 4 mars : Claude Nougaro, chanteur français
- 31 mai : Étienne Roda-Gil, parolier français
- 3 juin : Quorthon, fondateur de Bathory
- 10 juin : Ray Charles, jazzman américain
- 21 juillet : Jerry Goldsmith, compositeur américain
- 22 juillet :
  - Illinois Jacquet, saxophoniste de jazz afro-américain
  - Sacha Distel, chanteur français
  - Serge Reggiani, chanteur français
- 6 août : Rick James, chanteur, parolier, musicien et producteur de soul et de funk américain.
- 9 août : David Raksin, compositeur américain
- 18 août : Elmer Bernstein, compositeur américain
- 26 août : Laura Branigan, chanteuse américaine
- 15 septembre : Johnny Ramone, guitariste des Ramones
- 19 septembre : Skeeter Davis, chanteuse de country américaine
- 17 novembre : Michel Colombier, compositeur français
- 19 novembre : Cy Coleman, compositeur américain
- 1er novembre : Mac Dre, rappeur et producteur américain
- 8 décembre : Dimebag Darrell, membre du groupe Pantera
- 20 décembre : Frank « Son » Seals, bluesman américain
- 30 décembre : Artie Shaw, chanteur américain de swing